# Scandiceae
Scandiceae es una tribu de plantas con flores perteneciente a la familia Apiaceae.

## Subtribus
- Daucinae
- Ferulinae
- Scandicinae
- Torilidinae